# Discographie de Post Malone
 (juillet 2025).
La discographie du chanteur et rappeur américain Post Malone se compose de six albums studios, une compilation, une mixtape, quarante-six clips vidéo et quarante-trois singles.
Il publie son premier album studio, Stoney, le 9 décembre 2016. Il est certifié quintuple disque de platine aux États-Unis et en Nouvelle-Zélande.
Son deuxième album, Beerbongs & Bentleys, sort le 27 avril 2018. Il atteint la première place des top d'albums d'une dizaine de pays, dont les États-Unis, le Canada et le Royaume-Uni. Le premier single qui en est extrait, Rockstar, se classe lui aussi en tête de plusieurs classements hebdomadaires et est certifié single de platine en France.

## Albums

### Albums studio
| Titre                                                              | Détails de l'album                                                                                   | Meilleure position | Meilleure position | Meilleure position | Meilleure position | Meilleure position | Meilleure position | Meilleure position | Meilleure position | Meilleure position | Certifications |
| Titre                                                              | Détails de l'album                                                                                   | AUS                | CAN                | DAN                | É-U                | FR                 | N-Z                | P-B                | R-U                | SUE                | Certifications |
| ------------------------------------------------------------------ | --- | ------------------ | ------------------ | ------------------ | ------------------ | ------------------ | ------------------ | ------------------ | ------------------ | ------------------ | --- |
| Stoney                                                             | - Sortie : 9 décembre 2016 - Label : Republic Records - Formats : CD, LP, téléchargement, streaming  | 5                  | 5                  | 2                  | 4                  | 81                 | 3                  | 37                 | 10                 | 2                  | - ABPD : Or - AMPROFON : Platine - ARIA : Platine - BPI : Platine - FIMI : Or - GLF : Platine - IFPI AT : Or - IFPI Dan : 3 × Platine - MC : 4 × Platine - RIAA : 5 × Platine - RMNZ : 4 × Platine - SNEP : Or                                                              |
| Beerbongs & Bentleys                                               | - Sortie : 27 avril 2018 - Label : Republic Records - Formats : CD, LP, téléchargement, streaming    | 1                  | 1                  | 1                  | 1                  | 13                 | 1                  | 1                  | 1                  | 1                  | - ABPD : Platine - AMPROFON : Platine - ARIA : 2 × Platine - BEA : Or - BPI : Platine - FIMI : Platine - GLF : 2 × Platine - IFPI Dan : 4 × Platine - IFPI Nor : 3 × Platine - MC : 6 × Platine - NVPI : Platine - RIAA : 5 × Platine - RMNZ : 5 × Platine - SNEP : Platine |
| Hollywood's Bleeding                                               | - Sortie : 6 septembre 2019 - Label : Republic Records - Formats : CD, LP, téléchargement, streaming | 1                  | 1                  | 1                  | 1                  | 11                 | 1                  | 1                  | 1                  | 3                  | - ABPD : 3 × Platine - ARIA : Platine - BPI : Or - FIMI : Or - IFPI Dan : 2 × Platine - MC : 2 × Platine - RIAA : 4 × Platine - RMNZ : 2 × Platine - SNEP : Platine |
| Twelve Carat Toothache                                             | - Sortie : 3 juin 2022 - Label : Republic Records - Formats : CD, LP, téléchargement, streaming      | —                  | —                  | —                  | —                  | —                  | —                  | —                  | —                  | —                  | |
| Austin                                                             | - Sortie : 28 juillet 2023 - Label : Republic Records - Formats : CD, LP, téléchargement, streaming  | —                  | —                  | —                  | —                  | —                  | —                  | —                  | —                  | —                  | |
| F-1 Trillion                                                       | - Sortie : 16 août 2024 - Label : Republic Records - Formats : CD, LP, téléchargement, streaming     | —                  | —                  | —                  | —                  | —                  | —                  | —                  | —                  | —                  | - RIAA : Platine |
| « — » indique que le titre n'est pas sorti ou classé dans le pays. | |                    |                    |                    |                    |                    |                    |                    |                    |                    | |

### Mixtape
- 2016 : August 26th

## Chansons

### Singles
| Titre                                                              | Année | Meilleure position | Meilleure position | Meilleure position | Meilleure position | Meilleure position | Meilleure position | Meilleure position | Meilleure position | Meilleure position | Certifications | Album                                                   |
| Titre                                                              | Année | AUS                | CAN                | DAN                | É-U                | FR                 | N-Z                | P-B                | R-U                | SUE                | Certifications | Album                                                   |
| ------------------------------------------------------------------ | ----- | ------------------ | ------------------ | ------------------ | ------------------ | ------------------ | ------------------ | ------------------ | ------------------ | ------------------ | --- | ------------------------------------------------------- |
| White Iverson                                                      | 2015  | —                  | 41                 | —                  | 14                 | —                  | —                  | —                  | —                  | —                  | - ABPD : Or - BPI : Platine - FIMI : Or - IFPI Dan : Platine - MC : 5 × Platine - RIAA : 5 × Platine | Stoney                                                  |
| Too Young (en)                                                     | 2015  | —                  | —                  | —                  | —                  | —                  | —                  | —                  | —                  | —                  | - BPI : Argent - MC : Platine - RIAA : Platine | Stoney                                                  |
| Go Flex (en)                                                       | 2016  | —                  | 74                 | —                  | 76                 | —                  | —                  | —                  | 100                | 54                 | - ABPD : Platine - BPI : Or - FIMI : Or - GLF : 2 × Platine - IFPI Dan : Platine - MC : 4 × Platine - RIAA : 3 × Platine | Stoney                                                  |
| Deja Vu (en) (featuring Justin Bieber)                             | 2016  | —                  | 43                 | —                  | 75                 | 151                | —                  | —                  | 63                 | —                  | - ARIA : Platine - BPI : Argent - IFPI Dan : Or - MC : 2 × Platine - RIAA : Platine | Stoney                                                  |
| Congratulations (featuring Quavo)                                  | 2017  | 30                 | 14                 | 39                 | 8                  | 140                | 21                 | 80                 | 26                 | 34                 | - ABPD : Diamant - AMPROFON : Platine+or - ARIA : 5 × Platine - BPI : Platine - BVMI : Or - FIMI : Platine - GLF : 3 × Platine - IFPI Dan : Platine - MC : 8 × Platine - RIAA : Diamant - RMNZ : 2 × Platine - SNEP : Or | Stoney                                                  |
| Rockstar (featuring 21 Savage)                                     | 2017  | 1                  | 1                  | 1                  | 1                  | 3                  | 1                  | 2                  | 1                  | 1                  | - ABPD : Diamant - AMPROFON : Platine - ARIA : 8 × Platine - BEA : 2 × Platine - BPI : 3 × Platine - BVMI : 2 × Platine - FIMI : 4 × Platine - GLF : 7 × Platine - IFPI AT : Or - IFPI Dan : 3 × Platine - IFPI Nor : 4 × Platine - MC : Diamant - NVPI : 4 × Platine - Promusicae : Platine - RIAA : 8 × Platine - RMNZ : 2 × Platine - SNEP : Diamant | Beerbongs & Bentleys                                    |
| Candy Paint (en)                                                   | 2017  | 19                 | 27                 | 18                 | 34                 | —                  | 6                  | 82                 | 65                 | 39                 | - ARIA : 3 × Platine - BPI : Or - FIMI : Or - GLF : Platine - IFPI Dan : Platine - MC : 4 × Platine - NVPI : Or - RIAA : 2 × Platine - RMNZ : Platine | The Fate of the Furious: The Album (en)                 |
| I Fall Apart (en)                                                  | 2017  | 2                  | 20                 | 36                 | 16                 | —                  | 1                  | 73                 | 19                 | 16                 | - ABPD : Or - ARIA : 7 × Platine - BPI : 2 × Platine - FIMI : Or - GLF : 2 × Platine - IFPI Dan : Platine - MC : 6 × Platine - RIAA : 5 × Platine - RMNZ : 3 × Platine | Stoney                                                  |
| Psycho (featuring Ty Dolla Sign)                                   | 2018  | 1                  | 1                  | 2                  | 1                  | 39                 | 2                  | 8                  | 4                  | 1                  | - ABPD : 2 × Platine - AMPROFON : Or - ARIA : 5 × Platine - BEA : Or - BPI : Platine - BVMI : Or - FIMI : Platine - GLF : Platine - IFPI Dan : Platine - IFPI Nor : Platine - MC : 8 × Platine - NVPI : Platine - RIAA : 5 × Platine - RMNZ : Platine                                                                                                   | Beerbongs & Bentleys                                    |
| Ball for Me (en) (featuring Nicki Minaj)                           | 2018  | 14                 | 7                  | —                  | 16                 | 198                | —                  | 61                 | 70                 | 47                 | - ARIA : Platine - BPI : Argent - MC : 3 × Platine - RIAA : Platine | Beerbongs & Bentleys                                    |
| Better Now                                                         | 2018  | 2                  | 3                  | 3                  | 3                  | 53                 | 1                  | 5                  | 6                  | 1                  | - ABPD : Or - ARIA : 5 × Platine - BEA : Platine - BPI : 2 × Platine - BVMI : Or - FIMI : Platine - GLF : Platine - IFPI Dan : 2 × Platine - IFPI Nor : Platine - MC : 8 × Platine - NVPI : 2 × Platine - Promusicae : Or - RIAA : 4 × Platine - RMNZ : 2 × Platine - SNEP : Or                                                                         | Beerbongs & Bentleys                                    |
| Sunflower (avec Swae Lee)                                          | 2018  | 1                  | 1                  | 3                  | 1                  | 63                 | 1                  | 19                 | 3                  | 4                  | - ARIA : 10 × Platine - BEA : Or - BPI : 2 × Platine - BVMI : Or - FIMI : Platine - IFPI Dan : 2 × Platine - MC : 8 × Platine - RIAA : 8 × Platine - RMNZ : 4 × Platine - SNEP : Or | Spider-Man: New Generation (en) et Hollywood's Bleeding |
| Wow.                                                               | 2018  | 2                  | 3                  | 2                  | 2                  | 75                 | 1                  | 21                 | 3                  | 2                  | - ARIA : 5 × Platine - BEA : Or - BPI : Platine - BVMI : Or - FIMI : Platine - IFPI Dan : Platine - MC : 7 × Platine - Promusicae : Or - RIAA : Platine - RMNZ : 2 × Platine - SNEP : Or | Hollywood's Bleeding                                    |
| Goodbyes (featuring Young Thug)                                    | 2019  | 5                  | 5                  | 7                  | 3                  | 47                 | 4                  | 5                  | 5                  | 4                  | - ABPD : Diamant - ARIA : Platine - BEA : Or - BPI : Or - FIMI : Or - IFPI Dan : Or - MC : 4 × Platine - RMNZ : Platine - SNEP : Or | Hollywood's Bleeding                                    |
| Circles                                                            | 2019  | 2                  | 2                  | 3                  | 1                  | 89                 | 1                  | 9                  | 5                  | 7                  | - ABPD : 3 × Platine - ARIA : 5 × Platine - BEA : Platine - BPI : Platine - FIMI : Platine - IFPI Dan : Platine - MC : 6 × Platine - Promusicae : Or - RMNZ : 3 × Platine - SNEP : Or | Hollywood's Bleeding                                    |
| Enemies (en) (featuring DaBaby)                                    | 2019  | 28                 | 15                 | 25                 | 16                 | 160                | 37                 | 32                 | —                  | 32                 | - MC : Platine | Hollywood's Bleeding                                    |
| Allergic (en)                                                      | 2019  | 45                 | 39                 | —                  | 37                 | —                  | —                  | 56                 | —                  | 55                 | | Hollywood's Bleeding                                    |
| Take What You Want (featuring Ozzy Osbourne et Travis Scott)       | 2019  | 30                 | 8                  | 19                 | 8                  | 154                | 30                 | 37                 | 22                 | 24                 | - BPI : Argent - MC : Platine | Hollywood's Bleeding                                    |
| « — » indique que le titre n'est pas sorti ou classé dans le pays. |       |                    |                    |                    |                    |                    |                    |                    |                    |                    | |                                                         |

### Singles en featuring
| Titre                                                                      | Année | Meilleure position | Meilleure position | Meilleure position | Meilleure position | Meilleure position | Meilleure position | Meilleure position | Meilleure position | Meilleure position | Meilleure position | Certifications | Album                         |
| Titre                                                                      | Année | AUS                | CAN                | DAN                | É-U                | FR                 | IRL                | N-Z                | P-B                | R-U                | SUE                | Certifications | Album                         |
| -------------------------------------------------------------------------- | ----- | ------------------ | ------------------ | ------------------ | ------------------ | ------------------ | ------------------ | ------------------ | ------------------ | ------------------ | ------------------ | --- | ----------------------------- |
| Fade (Kanye West featuring Post Malone et Ty Dolla Sign)                   | 2016  | 69                 | 37                 | —                  | 47                 | 40                 | 75                 | —                  | —                  | 50                 | —                  | - BPI : Argent - RIAA : Platine | The Life of Pablo             |
| Homemade Dynamite (Remix) (Lorde featuring Khalid, Post Malone et SZA)     | 2017  | 23                 | 54                 | —                  | 92                 | —                  | —                  | 20                 | 92                 | —                  | 84                 | - ARIA : 2 × Platine - MC : Platine - RMNZ : Or | Melodrama                     |
| Jackie Chan (Tiësto et Dzeko (en) featuring Preme (en) et Post Malone)     | 2018  | 13                 | 7                  | 6                  | 52                 | 46                 | 21                 | 7                  | 7                  | 5                  | 25                 | - AMPROFON : Or - ARIA : Platine - BEA : Or - BPI : Platine - BVMI : Or - FIMI : 2 × Platine - GLF : Platine - IFPI AT : Or - IFPI Dan : Platine - IFPI Nor : Platine - MC : 3 × Platine - RIAA : Platine - RMNZ : Platine - ZPAV : 2 × Platine | Single hors album             |
| Writing on the Wall (en) (French Montana featuring Post Malone et Cardi B) | 2019  | 43                 | 18                 | —                  | 56                 | —                  | 42                 | —                  | —                  | 44                 | 40                 | - MC : Or - RIAA : Or | Montana (en)                  |
| Forever (en) (Justin Bieber featuring Post Malone)                         | 2020  | 29                 | 20                 | 17                 | 24                 | 111                | 23                 | 32                 | 31                 | 29                 | 10                 | | Changes                       |
| It's a Raid (en) (Ozzy Osbourne featuring Post Malone)                     | 2020  | —                  | —                  | —                  | —                  | —                  | —                  | —                  | —                  | —                  | —                  | | Ordinary Man                  |
| Tommy Lee (en) (Tyla Yaweh (en) featuring Post Malone)                     | 2020  | —                  | 37                 | —                  | 65                 | —                  | 49                 | —                  | —                  | 56                 | 92                 | | Ragerboy                      |
| Spicy (en) (Ty Dolla Sign featuring Post Malone)                           | 2020  | 68                 | 29                 | —                  | 53                 | —                  | 62                 | —                  | 97                 | 71                 | 100                | | Featuring Ty Dolla Sign (en)  |
| Fortnight (Taylor Swift featuring Post Malone)                             | 2024  | 1                  | /                  | —                  | 1                  | /                  | /                  | —                  | —                  | /                  | —                  | | The Tortured Poets Department |
| « — » indique que le titre n'est pas sorti ou classé dans le pays.         |       |                    |                    |                    |                    |                    |                    |                    |                    |                    |                    | |                               |

### Autres chansons classées et certifiées
| Titre                                                                       | Année | Meilleure position | Meilleure position | Meilleure position | Meilleure position | Meilleure position | Meilleure position | Meilleure position | Meilleure position | Meilleure position | Meilleure position | Certifications                                                                      | Album                |
| Titre                                                                       | Année | AUS                | CAN                | DAN                | É-U                | FR                 | IRL                | N-Z                | P-B                | R-U                | SUE                | Certifications                                                                      | Album                |
| --------------------------------------------------------------------------- | ----- | ------------------ | ------------------ | ------------------ | ------------------ | ------------------ | ------------------ | ------------------ | ------------------ | ------------------ | ------------------ | ----------------------------------------------------------------------------------- | -------------------- |
| Broken Whiskey Glass                                                        | 2016  | —                  | —                  | —                  | —                  | —                  | —                  | —                  | —                  | —                  | —                  | - MC : Or                                                                           | Stoney               |
| Big Lie                                                                     | 2016  | —                  | —                  | —                  | —                  | —                  | —                  | —                  | —                  | —                  | —                  | - MC : Platine                                                                      | Stoney               |
| No Option                                                                   | 2016  | —                  | —                  | —                  | —                  | —                  | —                  | —                  | —                  | —                  | —                  | - BPI : Argent - MC : Platine - RIAA : Platine                                      | Stoney               |
| Cold                                                                        | 2016  | —                  | —                  | —                  | —                  | —                  | —                  | —                  | —                  | —                  | —                  | - MC : Or                                                                           | Stoney               |
| Patient                                                                     | 2016  | —                  | 97                 | —                  | —                  | —                  | —                  | —                  | —                  | —                  | —                  | - ARIA : Or - BPI : Argent - MC : Platine                                           | Stoney               |
| Feel (featuring Kehlani)                                                    | 2016  | —                  | —                  | —                  | —                  | —                  | —                  | —                  | —                  | —                  | —                  | - MC : Or                                                                           | Stoney               |
| Up There                                                                    | 2016  | —                  | —                  | —                  | —                  | —                  | —                  | —                  | —                  | —                  | —                  | - MC : Or                                                                           | Stoney               |
| Yours Truly, Austin Post                                                    | 2016  | —                  | —                  | —                  | —                  | —                  | —                  | —                  | —                  | —                  | —                  | - MC : Or                                                                           | Stoney               |
| Leave                                                                       | 2016  | —                  | —                  | —                  | —                  | —                  | —                  | —                  | —                  | —                  | —                  | - MC : Platine                                                                      | Stoney               |
| Hit This Hard                                                               | 2016  | —                  | —                  | —                  | —                  | —                  | —                  | —                  | —                  | —                  | —                  | - MC : Or                                                                           | Stoney               |
| Money Made Me Do It (featuring 2 Chainz)                                    | 2016  | —                  | —                  | —                  | —                  | —                  | —                  | —                  | —                  | —                  | —                  | - MC : Platine                                                                      | Stoney               |
| Feeling Whitney                                                             | 2016  | —                  | —                  | —                  | —                  | —                  | —                  | —                  | —                  | —                  | —                  | - MC : Platine                                                                      | Stoney               |
| Notice Me (Migos featuring Post Malone)                                     | 2018  | —                  | 35                 | —                  | 52                 | 156                | —                  | —                  | —                  | —                  | —                  | - MC : Or                                                                           | Culture II           |
| Paranoid                                                                    | 2018  | 10                 | 6                  | 10                 | 11                 | 164                | 7                  | 7                  | 33                 | 11                 | 16                 | - ARIA : Platine - BPI : Argent - IFPI Dan : Or - MC : 2 × Platine - RIAA : Platine | Beerbongs & Bentleys |
| Spoil My Night (featuring Swae Lee)                                         | 2018  | 19                 | 12                 | 26                 | 15                 | 161                | 18                 | —                  | 43                 | —                  | 32                 | - ARIA : Platine - BPI : Argent - MC : Platine - RIAA : Platine                     | Beerbongs & Bentleys |
| Rich & Sad                                                                  | 2018  | 21                 | 13                 | 31                 | 14                 | —                  | 21                 | 26                 | 54                 | —                  | 31                 | - ARIA : Or - BPI : Argent - MC : Platine - RIAA : Platine                          | Beerbongs & Bentleys |
| Over Now                                                                    | 2018  | 27                 | 20                 | —                  | 24                 | —                  | 19                 | —                  | 60                 | —                  | 34                 | - ARIA : Or - BPI : Argent - MC : Platine - RIAA : Platine                          | Beerbongs & Bentleys |
| Zack and Codeine                                                            | 2018  | 32                 | 17                 | —                  | 23                 | —                  | 22                 | —                  | 63                 | —                  | 54                 | - ARIA : Or - BPI : Argent - MC : Platine                                           | Beerbongs & Bentleys |
| Same Bitches (featuring G-Eazy et YG)                                       | 2018  | 25                 | 18                 | 37                 | 20                 | —                  | 26                 | —                  | 65                 | —                  | 57                 | - ARIA : Or - BPI : Argent - MC : Platine                                           | Beerbongs & Bentleys |
| Stay (en)                                                                   | 2018  | 30                 | 15                 | 38                 | 17                 | —                  | 16                 | 20                 | 66                 | —                  | 46                 | - ARIA : Or - MC : Platine - RIAA : Platine                                         | Beerbongs & Bentleys |
| Takin' Shots                                                                | 2018  | 36                 | 22                 | —                  | 29                 | —                  | 25                 | —                  | 72                 | —                  | 52                 | - ARIA : Or - MC : Platine                                                          | Beerbongs & Bentleys |
| Otherside                                                                   | 2018  | 41                 | 30                 | —                  | 46                 | —                  | 28                 | —                  | 79                 | —                  | 60                 | - ARIA : Or - MC : Platine                                                          | Beerbongs & Bentleys |
| 92 Explorer                                                                 | 2018  | 44                 | 26                 | —                  | 40                 | —                  | 29                 | —                  | 86                 | —                  | 63                 | - ARIA : Or - BPI : Argent - MC : Platine                                           | Beerbongs & Bentleys |
| Blame It on Me                                                              | 2018  | 43                 | 32                 | —                  | 47                 | —                  | 33                 | —                  | 94                 | —                  | 72                 | - ARIA : Or - MC : Platine                                                          | Beerbongs & Bentleys |
| Sugar Wraith                                                                | 2018  | —                  | 44                 | —                  | 57                 | —                  | 42                 | —                  | —                  | —                  | 77                 | - MC : Platine                                                                      | Beerbongs & Bentleys |
| Jonestown (Interlude)                                                       | 2018  | —                  | 57                 | —                  | 73                 | —                  | 51                 | —                  | —                  | —                  | —                  | - MC : Or                                                                           | Beerbongs & Bentleys |
| You (Dynamite Dylan featuring Post Malone)                                  | 2018  | —                  | —                  | —                  | —                  | —                  | —                  | —                  | —                  | —                  | —                  |                                                                                     | You                  |
| Celebrate (DJ Khaled featuring Post Malone et Travis Scott)                 | 2019  | —                  | 37                 | —                  | 52                 | —                  | 56                 | —                  | —                  | 48                 | —                  |                                                                                     | Father of Asahd (en) |
| Hollywood's Bleeding                                                        | 2019  | 17                 | 12                 | 6                  | 15                 | 99                 | 8                  | 18                 | 20                 | 11                 | 12                 | - IFPI Dan : Or - MC : Platine                                                      | Hollywood's Bleeding |
| Saint-Tropez (en)                                                           | 2019  | 19                 | 10                 | 15                 | 18                 | 103                | 12                 | 17                 | 23                 | 52                 | 10                 | - MC : Platine                                                                      | Hollywood's Bleeding |
| A Thousand Bad Times                                                        | 2019  | 39                 | 29                 | 33                 | 29                 | —                  | —                  | —                  | 44                 | —                  | 43                 | - MC : Or                                                                           | Hollywood's Bleeding |
| Die for Me (featuring Future et Halsey)                                     | 2019  | 23                 | 21                 | 30                 | 20                 | 193                | —                  | —                  | 38                 | —                  | 39                 | - MC : Or                                                                           | Hollywood's Bleeding |
| On the Road (featuring Meek Mill et Lil Baby)                               | 2019  | 35                 | 22                 | 36                 | 22                 | —                  | —                  | —                  | 41                 | —                  | 47                 |                                                                                     | Hollywood's Bleeding |
| I'm Gonna Be                                                                | 2019  | —                  | 35                 | —                  | 33                 | —                  | —                  | —                  | 65                 | —                  | 69                 |                                                                                     | Hollywood's Bleeding |
| Staring at the Sun (featuring SZA)                                          | 2019  | 48                 | 38                 | —                  | 34                 | —                  | —                  | —                  | 70                 | —                  | 71                 | - MC : Or                                                                           | Hollywood's Bleeding |
| Internet                                                                    | 2019  | —                  | 53                 | —                  | 58                 | —                  | —                  | —                  | 91                 | —                  | —                  |                                                                                     | Hollywood's Bleeding |
| Myself                                                                      | 2019  | —                  | 47                 | —                  | 52                 | —                  | —                  | —                  | 85                 | —                  | 89                 |                                                                                     | Hollywood's Bleeding |
| I Know                                                                      | 2019  | —                  | 52                 | —                  | 53                 | —                  | —                  | —                  | 90                 | —                  | 96                 |                                                                                     | Hollywood's Bleeding |
| Tap In (en) (Remix) (Saweetie featuring Post Malone, DaBaby et Jack Harlow) | 2020  | —                  | —                  | —                  | —                  | —                  | —                  | —                  | —                  | —                  | —                  |                                                                                     | Hors album           |
| Wolves (en) (Big Sean featuring Post Malone)                                | 2020  | —                  | 56                 | —                  | 65                 | —                  | 94                 | —                  | —                  | —                  | —                  |                                                                                     | Detroit 2            |
| « — » indique que le titre n'est pas sorti ou classé dans le pays.          |       |                    |                    |                    |                    |                    |                    |                    |                    |                    |                    |                                                                                     |                      |